# Phyxioschema
Phyxioschema là một chi nhện trong họ Dipluridae.